# Bertie Ahern
Patrick Bartholemew "Bertie" Ahern, em irlandês Pádraig Parthalán Ó hEachthairn, (Dublin, 12 de setembro de 1951) é um político irlandês, que exerceu o cargo de primeiro-ministro (Taoiseach) do seu país, na qualidade de líder do partido Fianna Fáil, entre 1997 e 2008.